# امبل‌آباد، آنتالیا
امبل‌آباد، انتالیا (به لاتین: Ambalabe, Antalaha) یک سکونتگاه مسکونی در ماداگاسکار است که در ساوا (ماداگاسکار) واقع شده‌است.

## خصوصیات
امبل‌آباد ۱۶٬۲۵۰ نفر جمعیت دارد.